# Yabeinosaurus tenuis
Yabeinosaurus tenuis (лат.) — вид вымерших пресмыкающихся из отряда чешуйчатых, похожих на ящериц. Известен из нижнемеловых отложений северо-восточного Китая. Yabeinosaurus tenuis известен по множеству хорошо сохранившихся скелетов, принадлежавших как молодым, так и взрослым особями. В течение примерно 60 лет вид был известен только по окаменелостям молодых особей, поэтому учёные полагали, что это была небольшая ящерица со слабо развитым скелетом. Из-за этого считалось, что вид тесно связан с гекконами. Более крупные экземпляры длиной до 35 см были впервые описаны в 2005 году. Выяснилось, что взрослый Yabeinosaurus tenuis был относительно крупной ящерицей. Недавний филогенетический анализ показывает, что этот вид не близок к гекконам, а скорее является очень базальной («примитивной») ящерицей, близкой к общим предкам Iguania и Scleroglossa. Возможно, впрочем, вид относится к Scleroglossa.
В 2011 году обнаружена окаменелость Yabeinosaurus с 15 хорошо развитыми эмбрионами, что делает её самой старой известной окаменелостью беременной живородящей ящерицы.